# Eudasychira thomensis
Eudasychira thomensis is een vlinder uit de familie spinneruilen (Erebidae), onderfamilie donsvlinders (Lymantriinae). De wetenschappelijke naam van deze soort is voor het eerst geldig gepubliceerd in 1929 door Talbot.
De soort komt voor in tropisch Afrika.